# (11933) Himuka
(11933) Himuka est un astéroïde de la ceinture principale.

## Description
(11933) Himuka est un astéroïde de la ceinture principale. Il fut découvert le 15 mars 1993 à Kitami par Kin Endate et Kazuro Watanabe. Il présente une orbite caractérisée par un demi-grand axe de 2,67 UA, une excentricité de 0,19 et une inclinaison de 11,4° par rapport à l'écliptique.

## Compléments